# Провулок Анатолія Базилевича
Прову́лок Анато́лія Базиле́вича — провулок у Святошинському районі міста Києва, місцевість Ґалаґани. Пролягає від Стрийської вулиці до вулиць Ґалаґанівської і Рене Декарта. Прилучається провулок Антоніни Смереки.

## Історія
Провулок виник в середині XX століття під назвою Нова вулиця. 1955 року отримав назву Червонозаводський провулок.
Сучасна назва на честь українського художника-графіка Анатолія Базилевича — з 2023 року.